# Beth Shriever
Bethany "Beth" Shriever (Leytonstone, 19 april 1999) is een Brits BMX'er. Ze werd in 2021 olympisch kampioen. Daarnaast is ze drievoudig Wereldkampioenschappen BMX.

## Biografie
Shriever werd geboren in de Londense wijk Leytonstone en begon op haar negende met BMX in Braintree. In 2016 nam ze deel aan de Europese kampioenschappen en won ze zilver in de tijdrit als junior. In 2017 nam ze deel aan de wereldkampioenschappen junioren en won ze de gouden medaille. Bij haar debuut op de wereldkampioenschappen BMX in 2018 werd ze zeventiende. In dat jaar behaalde Shriever in Heusden-Zolder haar eerste wereldbekeroverwinning.
Shriever werkte naast het BMX part-time als zorgassistente in Cambridge om haar sport te bekostigen, nadat de Britse overheid na de Olympische Zomerspelen 2016 besloot alleen nog mannelijke BMX'ers financieel te ondersteunen. Daarnaast zette ze een crowdfundactie op om naar de met een jaar uitgestelde Olympische Spelen van Tokio te kunnen. Uiteindelijk kon Shriever voor het Verenigd Koninkrijk deelnemen in Tokio. Ze won in de kwartfinale twee van de drie runs en kon zo doorstoten naar de halve finale. In de halve finale won ze alle drie de runs. In de finale bleef ze tweevoudig en regerend olympisch kampioen Mariana Pajón uit Colombia en Merel Smulders uit Nederland voor en won ze de gouden medaille. Na het succes op de Olympische Spelen worden de vrouwelijke BMX'ers weer financieel ondersteund door de Britse overheid. Drie weken later behaalde ze op Papendal ook de wereldtitel.
In 2022 won Shriever ook een eerste EK-titel. In 2023 werd ze in Glasgow voor een tweede maal wereldkampioen, gevolgd door een derde titel twee jaar later in de Deense hoofdstad Kopenhagen.
2008: Anne-Caroline Chausson ·
2012: Mariana Pajón ·
2016: Mariana Pajón ·
2020: Beth Shriever ·
2024: Saya Sakakibara